# Atlanta (Wisconsin)
Atlanta è un centro abitato (town) degli Stati Uniti d'America situato nella contea di Rusk nello Stato del Wisconsin. La popolazione era di 627 persone al censimento del 2000. La comunità incorporata di Imalone si trova nella città.

## Geografia fisica
Secondo lo United States Census Bureau, ha un'area totale di 51,0 miglia quadrate (132,0 km²).

## Società

### Evoluzione demografica
Secondo il censimento del 2000, c'erano 627 persone.

### Etnie e minoranze straniere
Secondo il censimento del 2000, la composizione etnica della città era formata dal 98,88% di bianchi, lo 0,64% di nativi americani, e lo 0,48% di altre razze. Ispanici o latinos di qualunque razza erano l'1,28% della popolazione.